# Xuntian-Teleskop
Das Xuntian-Teleskop (chinesisch 巡天望遠鏡 / 巡天望远镜, Pinyin Xúntiān Wàngyuǎnjìng), wegen der englischen Bezeichnung Chinese Space Station Telescope auch unter der Abkürzung „CSST“ bekannt, ist ein geplantes, von der Chinesischen Akademie für Weltraumtechnologie hergestelltes Weltraumteleskop des Büros für bemannte Raumfahrt der Volksrepublik China. Der Start ist für Mitte 2025, möglicherweise auch erst Ende 2026 vorgesehen, es soll auf demselben Orbit wie die Chinesischen Raumstation, aber um 120° versetzt um die Erde kreisen und bei Bedarf für Betankung und Wartung an der Station andocken.

## Vorgeschichte
Bereits beim Start des bemannten Raumfahrtprogramms der Volksrepublik China am 21. September 1992 stand fest, dass nach Technologieerprobung in einem kurzfristig bewohnten Weltraumlabor am Ende eine permanent besetzte Raumstation stehen sollte. 2009 schlugen Wissenschaftler um Zhan Hu (詹虎) von den Nationalen Astronomischen Observatorien der Chinesischen Akademie der Wissenschaften erstmals vor, auf der Raumstation ein Teleskop für astronomische Beobachtungen zu installieren. 2010 wurde die Idee insoweit präzisiert, als dass das Teleskop für eine Himmelsdurchmusterung mit einem großen Sichtfeld sowie einer Kamera für mehrere Spektralbänder und der Möglichkeit für spaltlose Weitfeld-Spektroskopie ausgestattet werden sollte. Dieser Vorschlag wurde vom Büro für bemannte Raumfahrt, dem Betreiber der Raumstation, wohlwollend aufgenommen.
Anfang 2011, unmittelbar nach seiner Gründung, begann das Zentrum für Projekte und Technologien zur Nutzung des Weltalls, eine Einrichtung der Chinesischen Akademie der Wissenschaften, Vorschläge für Nutzlasten zu sammeln. Es wurde eine Planungskommission für die Nutzung der Raumstation (空间站应用规划委员会) eingerichtet, die die Vorschläge zu begutachten hatte. Mehrere hundert hinzugezogene Experten nahmen an diesen Diskussionen teil. Man definierte acht Fachbereiche, in denen auf der Raumstation geforscht werden sollte. Neben Biologie, Materialwissenschaft etc. war einer der Fachbereiche Astronomie und Astrophysik. Die Schwerpunkte innerhalb dieses Fachbereichs waren Schwarze Löcher, Dunkle Materie, Dunkle Energie, Ursprung und Evolution des Weltalls, Ursprung und Evolution von Himmelskörpern und Ursprung von extraterrestrischem Leben.
2013, als das Projekt zum Bau eines großen Weltraumteleskops offiziell genehmigt wurde, ging man davon aus, dass das Teleskop an der Backbordschleuse des Kernmoduls der Raumstation fest montiert sein sollte.
Im weiteren Verlauf wurde das Aufgabenspektrum des Teleskops jedoch erweitert. Neben astronomischen Forschungen sollte nun auch Erdbeobachtung durchgeführt werden. Der CO2-Gehalt der Luft, die Verteilung von Aerosolen in der Atmosphäre, die Pflanzendecke etc. sollten dokumentiert werden. Da dies eine großräumige Bewegbarkeit des Teleskops erforderte, entschied man sich Anfang 2014 für ein autonomes, frei fliegendes Modul im Stil des Hubble-Weltraumteleskops, das von der Raumstation aus betreut werden sollte.
2015 begann man mit den konkreten Entwicklungsarbeiten. Äußerlich ähnelte das nun projektierte Teleskop dem am 29. September 2011 gestarteten Raumlabor Tiangong 1, mit einem etwas schlankeren Servicemodul für den Antrieb und die Stromversorgung mittels Solarzellenflügeln, darüber angeordnet das Optikmodul mit einem Hauptspiegel von 2 m Durchmesser. Vorne am Optikmodul befand sich noch ein Lichtschutz-Zylinder, der mit einer Klappe beschattet oder verschlossen werden konnte, um die Instrumente vor zu starker Sonneneinstrahlung zu schützen.
An Instrumenten wurden 2015 zunächst die Hauptkamera und ein Empfänger für Terahertzstrahlung genehmigt, deren Wellenlänge zwischen Infrarotstrahlung und Mikrowellen liegt.
Ursprünglich war vorgesehen, das Teleskop mit einer Trägerrakete vom Typ Langer Marsch 7 ins All zu bringen, die eine maximale Nutzlastkapazität von 14 t besitzt. 2017 entschied man sich jedoch für die damals noch in Entwicklung befindliche Changzheng 5B, die bis zu 25 t in eine erdnahe Umlaufbahn befördern kann. Ein Jahr später, 2018, beschloss man, auf das Modul zur Erdbeobachtung zu verzichten und es durch drei astronomische Instrumente zu ersetzen. Dies wurde 2019 offiziell genehmigt, wodurch die Kosten des Weltraumteleskops auf über 10 Milliarden Yuan anstiegen (so viel wie der Flugzeugträger Liaoning).
Neben der Finanzierung aus dem Fonds für Nationale wissenschaftlich-technische Großprojekte wird das Weltraumteleskop und sein Bodensegment auch von der Nationalen Stiftung für Naturwissenschaften unterstützt.
Neben den elektronischen Geräten, deren erste Prototypen 2019 fertiggestellt waren, arbeitete man im Sommer 2022 unter der Leitung von Xu Shuyan (徐抒岩) vom Changchuner Institut für Optik, Feinmechanik und Physik am Prototyp des optischen Systems. Mitte Juli 2022 waren die Teilsysteme mit den Instrumenten fertiggestellt und man ging daran, sie zu integrieren. Anschließend begann man mit der Arbeit an den Spiegeln und den für den Flug ins All bestimmten Instrumenten.
Diese Arbeiten hatten sich verzögert, da im Januar 2021 die Anordnung der Instrumente im hinteren Teil des Teleskops geändert worden war. Im April 2024 sollte ursprünglich mit der Endmontage des Teleskops begonnen werden.

## Technik und Aufbau

### Grundgerüst

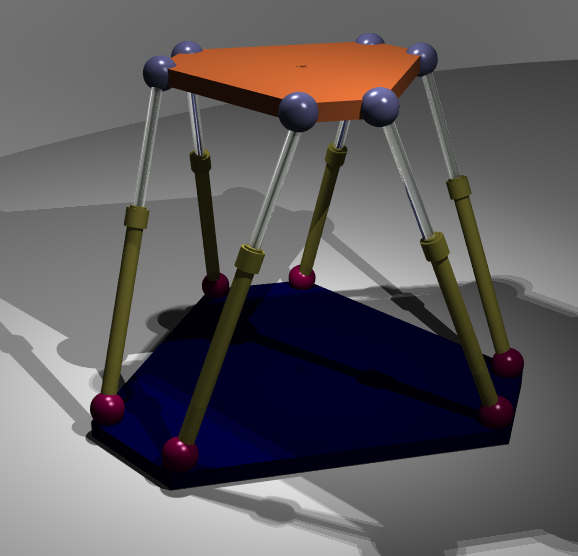
Hexapod-Montierung

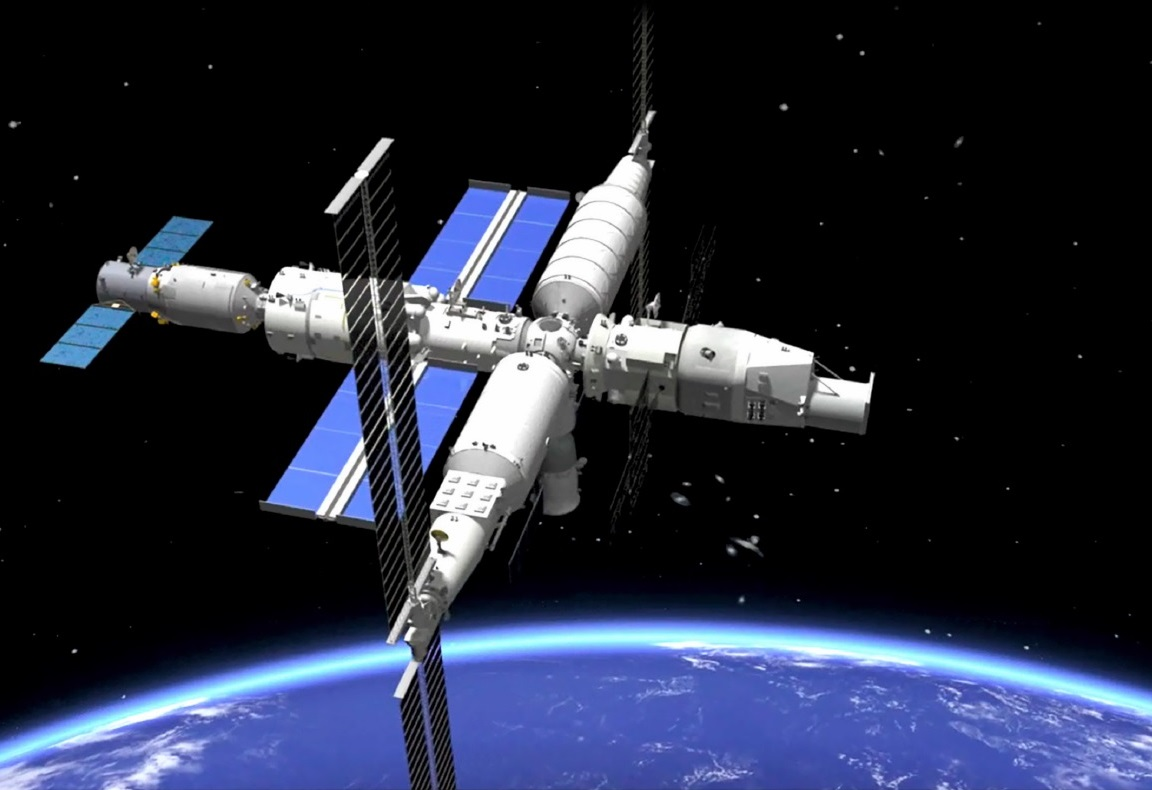
Angedocktes Teleskop

Das seit 2013 „Xuntian“, also „Durchmusterung“ genannte Teleskop besitzt am hinteren Ende des Servicemoduls ein Koppeladapter und kann für Betankung und eventuelle Wartungsarbeiten an der Bugschleuse der Raumstation andocken, gegebenenfalls unterstützt vom großen mechanischen Arm der Station.
Dort kann der 15 m lange Arm, wenn er mit einem Ende vorne an der Raumstation verankert ist, das vordere Ende des 14 m langen Teleskops erreichen. Nach Beendigung der Arbeiten koppelt das Teleskop ab und begibt sich wieder in eine gewisse Distanz zur Station. Die Lageregelung des Teleskops während des Betriebs findet über Momentenkreisel statt, die Ausrichtung des optischen Systems erfolgt nach dem Prinzip des Hexapod-Teleskops. Außerdem kann der Umlenkspiegel, mit dem das einfallende Licht auf die fünf Instrumente des Teleskops gerichtet wird, schnell bewegt werden, um Bewegungen des Busses auszugleichen.
Die Ausrichtung des gesamten, 15,5 t schweren Teleskops entlang der Längsachse kann mithilfe eines Leitsterns mit einer Genauigkeit von 5 Winkelsekunden erfolgen, der Rollwinkel um die Längsachse kann auf 10 Winkelsekunden genau eingestellt werden. Die Ausrichtung des gesamten Teleskops um 1° zu ändern, dauert 50 Sekunden, eine Lageänderung um 45° erfordert 150 Sekunden, noch größere Lageänderungen erfolgen mit einer Geschwindigkeit von 0,35° pro Sekunde. Stabil gehalten werden kann das Teleskop mit einer Genauigkeit von 0,85 Winkelsekunden (mit Leitstern 0,05 Winkelsekunden) über einen Zeitraum von 5 Minuten entlang der Längsachse und 1,5 Winkelsekunden pro 5 Minuten im Rollwinkel. Die Lenksensoren für die Feinsteuerung besitzen eine absolute Genauigkeit von 0,2 Winkelsekunden und eine relative Genauigkeit von 0,01 Winkelsekunden.
Die Stromversorgung des Teleskops erfolgt über zwei drehbare Solarzellenflügel mit jeweils vier Modulen von 3,6 × 2 m. Für Manövrierzwecke, wenn das Teleskop für Wartungsarbeiten an der Raumstation andocken muss, verfügt es über Lageregelungstriebwerke mit einer Schubkraft von 150 N, 120 N und 25 N. Um diese Triebwerke über die erwartete Mindestelebensdauer des Teleskops von zehn Jahren einsatzfähig zu halten, wurden ihre Brennkammern mit einer Schicht aus Molybdändisilicid überzogen, was ihre Lebenserwartung um das dreifache verlängerte.
Da das Xuntian-Teleskop die meiste Zeit frei im Weltall fliegt, wurden die für die Betankung nötigen Öffnungen im äußeren Ring des Koppeladapters mit Abdeckungen verschlossen, um die dahinterliegenden Gummidichtungen vor Beschädigung durch Ultraviolettstrahlung, Mikrometeoriten und Weltraumschrott sowie den ständigen Wechsel von Hitze und Kälte zu schützen. Im Regelfall sind die „Tankstutzen“ für Treibstoff (Methylhydrazin) und Oxidator (Distickstofftetroxid) eingefahren und hinter der Schiebetür im Inneren des Teleskops geschützt. Nur bei Betankungsaktionen werden sie hinausgeschoben, um in den entsprechenden Öffnungen im Koppelring des Kernmoduls Tianhe einzurasten.

### Optisches System
Das Teleskop besitzt ein exzentrisches, dreispiegliges Cooke-Triplet-Anastigmat-System mit einer Gesamtbrennweite von 28 m. Die Wellenfrontstörungen des Systems betragen weniger als 0,075 Wellenlängen. Der runde Hauptspiegel hat einen Durchmesser von 2 m, der quadratische Tertiärspiegel eine Seitenlänge von 1 m. Das Gesichtsfeld des Teleskops beträgt 1,7 Quadratgrad, für die geplante Durchmusterung werden davon 1,1 Quadratgrad genutzt. Das in einer Gitterstruktur montierte optische System ist vibrationsgedämpft, das Bildzittern beträgt weniger als 0,01 Winkelsekunden.

### Durchmusterungskamera
Das Hauptinstrument des Teleskops ist die ab 2015 von den Nationalen Astronomischen Observatorien in Zusammenarbeit mit der damaligen Akademie für Optoelektronik der Akademie der Wissenschaften entwickelte Durchmusterungskamera; ein Prototyp mit 9000 × 9000 Pixeln wurde vom 12. bis 17. Februar 2023 am 80-cm-Spiegelteleskop der Xinglong Station nördlich von Peking erprobt.
Die Brennebene der Kamera hat eine Fläche von 2624,35 cm², wovon 80 % lichtempfindlich sind. Generell ist an eine gekühlte Kamera mit 2,5 Milliarden Pixeln gedacht, ein Bild soll in weniger als 40 Sekunden ausgelesen werden können. Dabei soll ein zentrales Rechteck mit einem Sichtfeld von 1° × 1,1° für die Himmelsdurchmusterung verwendet werden. An den vier Seiten des Rechtecks schließen sich, jeweils gegenüberliegend, zwei schmale Bereiche für unterstützende Bildgebung von 0,1° × 1,1° und zwei Bereiche von 0,2° × 1° für das Auffinden von Leitsternen an. Mittels über dem Sensor angebrachten Filtern sollen Bilder in mindestens sechs Spektralbändern aufgenommen werden können:
- 255–320 nm (ultraviolett)
- 320–400 nm (violett)
- 400–550 nm (blau bis grün)
- 550–690 nm (gelb bis orange)
- 690–820 nm (rot)
- 820–1000 nm (nahes Infrarot)

In diesem Bereich, von 255 nm bis 1000 nm, soll spaltlose Weitfeld-Spektroskopie auf mindestens drei Bändern möglich sein. Speziell für den Nahinfrarot-Bereich sollen außerdem noch Beobachtungen im Bereich von 900 nm bis 1700 nm in mindestens zwei Spektralbändern durchgeführt werden. Im Bereich von ultraviolett bis orange liegt der Wert der Punktspreizfunktion für 80 % Encircled Energy bei 0,135 Winkelsekunden, für rot bei 0,145 Winkelsekunden und für Nahinfrarot bei 0,156 Winkelsekunden. Dies entspricht etwa der Auflösung der Wide Field Camera von Hubble.

### Mehrkanal-Bildgeber
Das Konzept des Mehrkanal-Bildgebers ist inspiriert von der Wide Field Camera 3 des Hubble-Teleskops. Hinter einem komplexen Strahlengang mit zahlreichen Spiegeln, der den gleichzeitigen Betrieb über das gesamte Spektrum ermöglicht, befinden sich drei Bildgebereinheiten mit jeweils zehn Filtern, davon jeweils fünf mit enger und fünf mit großer Bandbreite: ultraviolett (255–430 nm), sichtbares Licht (430–700 nm), nahes Infrarot (700–1000 nm). Jeder der drei Bildgeber besitzt einen CCD-Sensor mit 9000 × 9000 Pixeln, was einer Auflösung 0,05 Winkelsekunden pro Pixel entspricht. Damit soll in einem Sichtfeld von 7,5´ × 7,5´ die Rotverschiebung der beobachteten Objekte, also deren Entfernung gemessen werden. Mit dem Gerät können noch Objekte mit einer AB Magnitude bis 30 (also sehr leuchtschwach) beobachtet werden.

### Weitere Instrumente
Die Instrumente des Teleskops sind im hinteren Teil des optischen Systems rund um Hauptspiegel und Tertiärspiegel angeordnet. Bei einem Blick von der vorderen Öffnung in das Teleskop liegt der Tertiärspiegel unter dem Hauptspiegel, die Durchmusterungskamera rechts neben dem Tertiärspiegel. Darüber liegt der Terahertz-Empfänger. Links vom Tertiärspiegel befinden sich der Mehrkanal-Bildgeber und ein bildgebender Integralfeld-Spektrograph, darüber ein Koronograf für fotografische Aufnahmen kühler Exoplaneten.
Der Mehrkanal-Bildgeber, der Integralfeld-Spektrograph und der Koronograf können gleichzeitig betrieben werden.

## Aufgaben

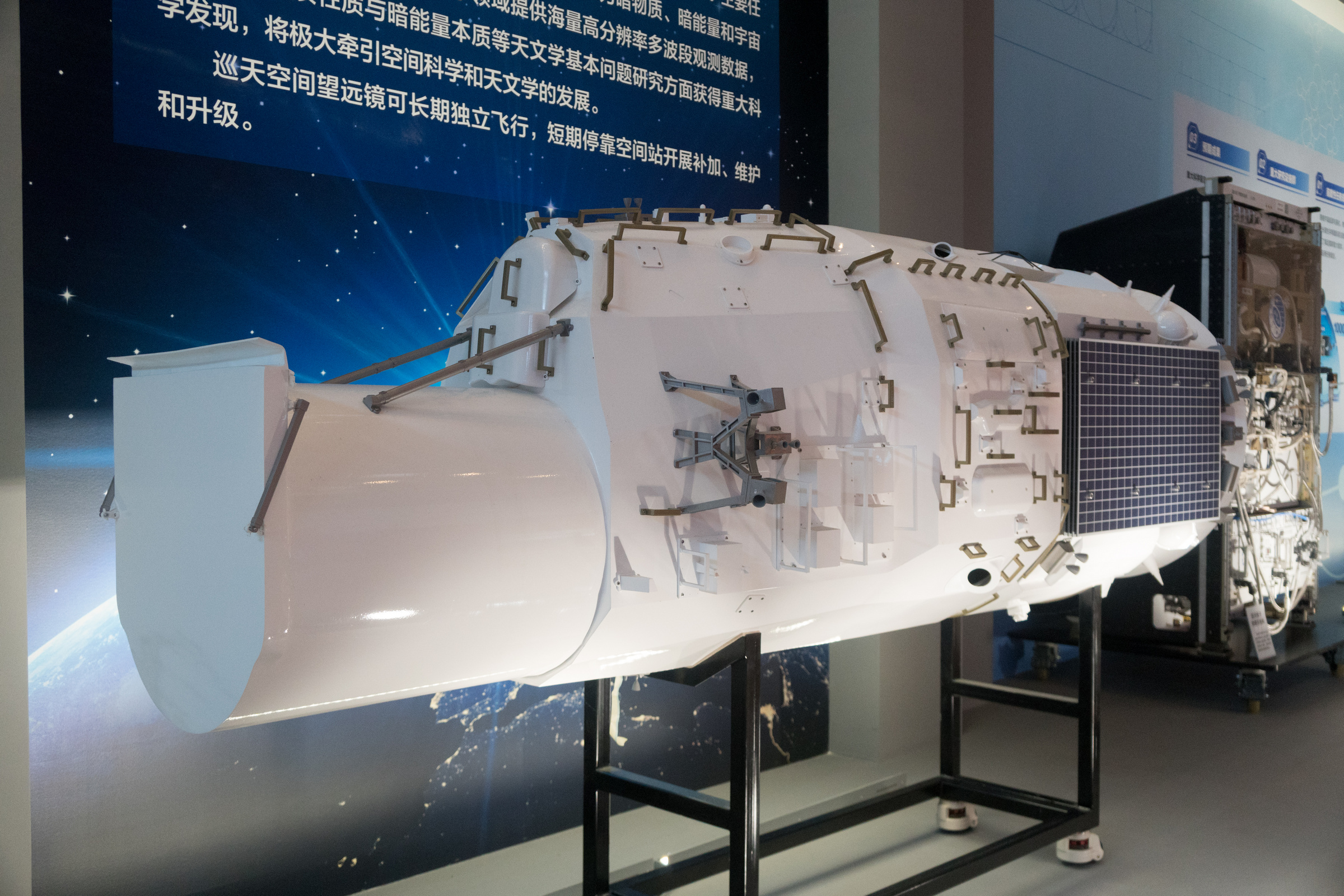
Modell des Xuntian-Teleskops im Chinesischen Nationalmuseum

Im Laufe des Jahres 2024 soll der Beobachtungsbetrieb aufgenommen werden.[veraltet]
Die erwartete Mindestlebensdauer des Xuntian-Teleskops beträgt zehn Jahre, wovon man mindestens sechseinhalb Jahre für Beobachtungen nutzen möchte. Bei regelmäßiger Wartung hat das Teleskop eine Zuverlässigkeit von 0,9746; man geht von einer mittleren Betriebsdauer zwischen Ausfällen von mindestens vier Jahren aus. Die Astronomen hoffen, während der Lebensdauer des Teleskops 17.500 Quadratgrad, also etwa 40 % des Himmels durchmustern zu können und dabei Objekte mit einer scheinbaren Helligkeit bis hinunter zu 25,5m aufzunehmen. Ausgewählte Gegenden mit einer Fläche von insgesamt 400 Quadratgrad sollen einer tiefen Durchmusterung unterzogen werden, wo Objekte, die mindestens eine Magnitude schwächer sind, registriert werden.
Mit den von dem Teleskop ermittelten Daten sollen Forschungen auf folgenden Gebieten betrieben werden:
- Kosmologie: Dunkle Materie, Dunkle Energie, Gravitation, Neutrinos
- Aktive Galaxienkerne
- Galaxien: Bildung und Evolution, Verschmelzungen, Zwerggalaxien, Galaxien mit geringer Flächenhelligkeit
- Milchstraße: Struktur, Staub
- Astrophysik: Sternentstehung, Zwergsterne, metallarme Sterne
- Sonnensystem (hohe Inklination): transneptunische Objekte, erdnahe Asteroiden
- Astrometrie: Bezugskoordinatensystem, Sternhaufen[32]

Im November 2020 liefen die Genehmigungsverfahren für 24 konkrete Forschungsvorhaben.

## Bodensegment
Für den Betrieb des Xuntian-Teleskops genehmigte das Büro für bemannte Raumfahrt im Juli 2020 die Einrichtung von vier Wissenschaftlichen Zentren, deren Arbeit von einem „Gemeinsamen Zentrum für die wissenschaftliche Arbeit mit dem Xuntian-Teleskop der Chinesischen Raumstation“ (中国空间站工程巡天望远镜科学工作联合中心) koordiniert werden sollte.
Das Teleskop untersteht beim bemannten Raumfahrtprogramm dem Optiksystem, Technischer Direktor ist Zhang Bainan, der Chefingenieur der Hauptabteilung bemannte Raumfahrt bei der Herstellerfirma. Die Organisation des Bodensegments wurde jedoch zunächst vom Nutzlastsystem des Raumfahrtprogramms übernommen, genauer vom Zentrum für Projekte und Technologien zur Nutzung des Weltalls der Akademie der Wissenschaften und seiner Direktorin, der Weltraumphysikerin Gao Ming (高铭, * 1964).
Als erstes wurde zusammen mit der auf dem Zhuhai-Campus angesiedelten Fakultät für Physik und Astronomie der Sun-Yat-sen-Universität am 19. September 2020 das „Wissenschaftliche Zentrum Perlflussdelta für das Xuntian-Teleskop der Chinesischen Raumstation“ (中国空间站工程巡天望远镜粤港澳大湾区科学中心) gegründet. Der Standort in der Nähe von Hongkong und Macau wurde bewusst gewählt, um es ausländischen Wissenschaftlern zu erleichtern, mit dem Teleskop Forschungen zu betreiben, und auch um die Astronomie an der Sun-Yat-sen-Universität an das internationale Niveau heranzuführen.
Am 21. November 2020 wurde in Peking das „Wissenschaftliche Zentrum der Universität Peking für das Xuntian-Teleskop der Chinesischen Raumstation“ (中国空间站工程巡天望远镜北京大学科学中心) gegründet. Auch hier war einer der Faktoren für die Standortwahl die internationale Vernetzung der Universität, aber auch die bereits existierenden Forschungseinrichtungen am Kavli-Institut für Astronomie und Astrophysik der Universität.
Ein drittes Zentrum mit Sitz am Astronomischen Observatorium Shanghai, das „Wissenschaftliche Zentrum Jangtsekiangdelta für das Xuntian-Teleskop der Chinesischen Raumstation“ (中国空间站工程巡天望远镜长三角地区) wurde am 27. März 2021 gegründet. Dort sind neben der Jiaotong-Universität Shanghai unter anderem auch die Sternwarte am purpurnen Berg, Nanjing und die Chinesische Universität für Wissenschaft und Technik, Hefei an der wissenschaftlichen Auswertung der von dem Teleskop gelieferten Daten beteiligt.
Am 17. April 2021 fand der Aufbau des Bodensegments mit der Gründung des „Wissenschaftlichen Zentrums der Nationalen Astronomischen Observatorien für das Xuntian-Teleskop der Chinesischen Raumstation“ (中国空间站工程巡天望远镜国家天文台科学中心) und des Gemeinsamen Zentrums am Hauptsitz der Nationalen Observatorien im Pekinger Stadtbezirk Chaoyang zunächst seinen Abschluss. Am Wissenschaftlichen Zentrum der Nationalen Observatorien sind neben jener Einrichtung als Dachorganisation auch das ihr unterstehende Astronomische Observatorium Yunnan, die Yunnan-Universität, die Tsinghua-Universität, die Pädagogische Universität Peking, die Universität der Chinesischen Akademie der Wissenschaften und das Institut für theoretische Physik der Chinesischen Akademie der Wissenschaften (中国科学院理论物理研究所) beteiligt. Leiter des Wissenschaftlichen Zentrums der Nationalen Observatorien und des Gemeinsamen Zentrums ist der Astrophysiker Liu Jifeng (刘继峰, * 1973), der bereits mit den Weltraumteleskopen Hubble, Chandra, XMM-Newton und Kepler gearbeitet hat.
Ab Juni 2021 wurde am Gemeinsamen Zentrum für die erste Bearbeitung der von dem Teleskop gelieferten Rohdaten eine „Forschungsgruppe wissenschaftliche Anwendung des Teleskops der Raumstation“ (空间站望远镜科学应用研究团组) unter der Leitung des Informatikers Liu Chao (刘超) aufgebaut, die sich außerdem auch selbst mit Forschungen zur Milchstraße, Astrophysik und Gravitationslinseneffekten befassen sollte.
Im Frühjahr 2023 hatte die Gruppe dann zehn Mitglieder.